# Pougneree
Die Pougneree war ein französisches Flächenmaß und als Feldmaß in der Region um Bordeaux verbreitet.
- 1 Pougneree = 72 Escas = 10.656 Quadratfuß (königl.) = 296 Quadrattoisen (Faden) = rund 1124,43 Quadratmeter
- 1 Esca = 12 Fuß plus 2 Zoll lang (Nebenbetrachtung)
- 1 Journee = 3 Pougneree